# Víctimas del Dr. Cerebro
Víctimas del Dr. Cerebro, aussi stylisé Víctimas del Doctor Cerebro, est un groupe mexicain de rock, originaire de Nezahualcóyotl, dans l'État de Mexico. Le groupe, comme beaucoup de ses contemporains, opte pour un son qui mélange plusieurs (ou toutes) ses influences musicales dans un son rock mexicain unique, mais caractéristique, allant du ska, metal alternatif, heavy metal, hard rock, punk rock, entre autres.

## Histoire

### Origines et débuts
En 1987, Jesús Romualdo Flores (« El Chipotle ») et Ricardo Flores (« El Abulón »), père et fils, forment un groupe appelé Tecnopal, un duo soutenu en direct par des membres d'un groupe appelé Factotum, qui, des années plus tard, essaiera en vain de leur voler leur succès El esqueleto, une composition d'un Abulón alors très jeune. Afin de participer à un concours pour nouveaux groupes appelé Rock en la selva de asfalto, qu'ils finiront par remporter, les Flores décident de refonder le groupe à la fin de 1990, en élargissant leur son au-delà des synthétiseurs, séquences, boîtes à rythmes et saxophones qui caractérisaient leur première étape sous le nom de Tecnopal (Tecno Nopal), vers un rock plus organique, lié à différentes influences alternatives, et en s'adjoignant de nouveaux membres : Arturo Flores « El Tuco » (basse), frère cadet d'Abulón ; El Destroyer (guitare) et El Bruja (batterie). C'est ainsi qu'est né Víctimas del Doctor Cerebro, nommé d'après un méchant qui apparaît en train de combattre El Santo dans le film Santo contra Cerebro del Mal (Mexique-Cuba, 1958). 
À la fin des années 1980, Chipotle et Ricardo Flores avec Tecnopal se battent pour être reconnus sur la scène rock mexicaine naissante de l'époque, ce qu'ils commencent à faire grâce à la chanson El esqueleto, incluse dans le seul album publié par ce groupe, en 1990, intitulé du même nom que la chanson et enregistré dans un petit studio d'Acapulco en pas plus de 4 heures. Déjà dans cette nouvelle phase, leur reconnaissance grandit dans les années qui suivent, et ils jouent bientôt dans toutes les salles importantes de l'époque. Peu avant la sortie de leur premier album en tant que groupe, El Destroyer quitte le groupe et est remplacé par Javier Cázares (alias Stoneface). Ils sont également rejoints par Daniel Flores, un autre fils de Chipotle, surnommé Ranas, qui participe aux chœurs et, lors des concerts, pirouette sur scène en portant des masques colorés.

### Premiers albums
En 1994, le groupe sort son premier album chez EMI, intitulé simplement avec le nom du groupe : Víctimas del Doctor Cerebro, qui est bien accueilli par le public et le single El Esqueleto, une nouvelle reprise de leur ancien succès underground, devient un succès national et les place rapidement dans une position très importante dans la scène croissante du rock mexicain et du rock en espagnol.
En 1995, ils sortent leur deuxième album, Brujerías, qui les consolide dans le goût du public, d'où ils sortent leur deuxième grand succès intitulé Ya tus amigos. En 1997, ils sortent Boutique 2000, un album qui, bien qu'accueilli par les fans du groupe, fait moins de bruit que ses deux prédécesseurs. En 1998, le batteur quitte le groupe et Pedro Gamón, un batteur de Saltillo Coahuila, les rejoint pour une courte période. Il est considéré comme l'un des meilleurs batteurs du nord du pays. Pedro Gamón est actuellement producteur indépendant dans sa ville natale.
Le 9 novembre 1999, les membres du groupe sont sauvés de la mort par le vol TAESA 725, qui subit un accident qui entraîne la mort de tous ses occupants. Les membres manquent le vol parce qu'ils avaient bu trop d'alcool la veille, ce qui les empêchent de se présenter à l'heure. En 2002, ils sortent Fenómenos et l'édition américaine de l'album, qui comprend la chanson Venas. Il faut trois ans de plus pour que Las Víctimas présentent leur septième album, Invencibles, où ils sont rejoints par Carlos Sánchez à la batterie, David López Chirino à la basse et Carlos Colorado (« Carolo ») à la guitare, qui avait déjà participé avec eux à l'album Fenómenos, en enregistrant la version acoustique de Ella se muere. Avec cet album, ils fêtent leurs 19 ans de carrière, avec d'innombrables tournées aux États-Unis et dans toute l'Amérique latine, des concerts dans des festivals tels que Rock al parque, Vive Latino, et Pululagüa, entre autres, un film, des groupes alternatifs et une évolution musicale et visuelle constante.
Las Víctimas, bien qu'ils aient été affectés par la diminution progressive des espaces pour les groupes de rock à la fin des années 1990, continuent d'être reconnus par la communauté rock mexicaine (en particulier par ceux qui ont vécu le boum du rock mexicain dans les années 1990) et restent actifs.

### Depuis les années 2000
En 2007, le groupe est composé de Chipotle (cuivres, saxophone), Abulón (chant et claviers), Tuco (basse) et Ranas (guitare). En 2008, ils sortent le nouveau single de leur nouvel album intitulé El cadáver del amor, et en 2009, ils font la promotion du single Fantasma un peu plus d'un mois avant la sortie de leur prochain album. Le 15 juin 2009, après de nombreux retards, leur dernière production, Fantasma, sort. Toujours en juin 2009, ils apparaissent lors de la clôture du festival Vive Latino et font ensuite plusieurs présentations lors du même événement, comptant 7 apparitions au festival à ce jour. Plus tard, Miguel Ruiz, connu comme El gitano del rock et fondateur original de Tecnopal avec Abulón et Chipotle, décède. La Bruja, le premier batteur de leur incarnation en tant que Víctimas del Dr. Cerebro, décède également. Au cours de ces années, la formation du groupe était composée de : Chipotle (cuivres et claviers), Abulón (chant), Ranas (guitare), Tuco (basse), Pain Galván (guitare) et Alex Díaz (batterie).
En 2014, ils présentent leur album Sobrenatural au théâtre Fru fru et effectuent une tournée aux États-Unis et leur première incursion en Europe, retournant en Colombie, au Panama, en Équateur, au Chili et dans plusieurs pays d'Amérique latine. En 2015, ils célèbrent leur 26e anniversaire avec un concert au Teatro Blanquita.

## Discographie
- 1991 : Tecnopal (indépendant)
- 1994 : Víctimas del Doctor Cerebro (EMI)
- 1995 : Brujerías (EMI Music)
- 1997 : Boutique 2000 (EMI Music)
- 2002 : Fenómenos
- 2005 : Invencibles
- 2009 : Fantasma
- 2014 : Sobrenatural (Cerebro Records, Dragora)
- 2017 : El rey de los monstruos (Cerebro Records, Dragora)
- 2018 : Shock Rock (Cerebro Records, Dragora)
- 2022 : Vienen las brujas (Cerebro Records, Dragora)